# Loi du 18 avril 1898 relative à l'emploi de la langue flamande dans les publications officielles
La loi du 18 avril 1898 relative à l'emploi de la langue flamande dans les publications officielles (en néerlandais : wet van 18 april 1898 betreffende het gebruik der Vlaamsche taal in de officiëele bekendmakingen), dite la « loi Coremans-De Vriendt » ou encore, la « loi d'Égalité » (Gelijkheidswet en néerlandais) est l'acte officiel qui a instauré le néerlandais comme langue officielle de l'État, au même titre que le français, et ce dans tout le processus législatif. À ce titre, elle constitue une étape cruciale de l'instauration du bilinguisme en Belgique

## Histoire

### Contexte
Dès l'avènement de l'indépendance de la Belgique en 1831, il avait été décidé, par le gouvernement provisoire, que la langue de l'État serait le français. N’étant pas ignorant de l'existence d’autres langues dans le pays, il a été permis qu’une diffusion des traductions de la législation dans la plupart des langues régionales soit entreprise. Il était primordial que les lois et règlements soient compris par les concitoyens non francophones.
Ainsi fut promulguée la loi du 19 septembre 1831 concernant la sanction et la promulgation des lois. Celle-ci disposait que, sans préjudice du caractère officiel du texte français voté par le Parlement, il en serait publié des traductions au Bulletin officiel des arrêtés et actes du gouvernement provisoire de la Belgique, pour les citoyens ignorant le français. L’article 2 de cette loi disposait qu’il y aurait certes des traductions des textes officiels en d’autres langues mais celles-ci seraient dépourvues de force de loi puisque seule la version française serait officiellement prise en compte. Une autre loi a été votée par le Parlement : la loi du 28 février 1845, «prescrivant un nouveau mode de sanction et de publication des lois et de publication des lois et arrêtés». Les articles 2 et 6 de cette loi prévoient que dorénavant, le contenu des lois et arrêtés serait porté à la connaissance des concitoyens non francophones par deux publications, à savoir le Moniteur (en vertu de l'article 2 de la loi du 19 septembre 1831) et le Recueil, qui en dérivait (en vertu de l'article 5 de la loi du 28 février 1845).
Cet État bourgeois francophone sera cependant rapidement contesté par un groupe d’intellectuels flamands, qui se fera appeler le mouvement flamand (Vlaams Beweging). Cette contestation naît, au départ, de revendications essentiellement culturelles.Toutes ces revendications flamandes, autrefois culturelles, vont emprunter une voie bien plus politique et législative. Tout ceci va conduire à l’adoption des premières lois linguistiques répondant à ces revendications. La première loi sur l'utilisation des langues a été votée en 1873 :
- La loi d'août de 1873 relative à l’emploi de la langue flamande en matière répressive. Ce sera la première loi linguistique votée par les citoyens flamands. Elle agrée l'usage du néerlandais dans la procédure pénale en Flandre, sauf si l’inculpé demande l’usage du français. Auparavant, les juges pouvaient refuser de comprendre le néerlandais en se référant à la liberté linguistique. Cette loi qui s'inscrit dans un contexte de revendication fut notamment propulsée par le célèbre cas de Jozef Schoep, qui en 1872, s’était vu refuser l’inscription de son fils à l’état civil en néerlandais et n’a pas pu se défendre en néerlandais dans l’action judiciaire menée ensuite.

« Une législation qui, sans nécessité, autorise un magistrat à condamner un justiciable à une peine afflictive et infamante sans que ce malheureux ait compris un mot de l'accusation et de la défense, ne peut être maintenue ».
- La loi du 15 juin 1883 réglant l’emploi de la langue flamande pour l’enseignement moyen [officiel] dans la partie flamande du pays.

- À partir de 1886, les pièces de monnaie sont frappées dans les deux langues.
- Le moniteur belge devient bilingue en 1888. C'est aussi la toute première fois qu'un discours est prononcé en néerlandais au sein de la Chambre des représentants, par le député anversois du Meetingpartij Edward Coremans.
- En 1891, les timbres-poste deviennent bilingues, suivis peu après par les billets de banque en 1895.

Toutes ces lois s’appuient sur une législation principale, la loi du 22 mai 1878. Cette loi a introduit l'emploi de la langue flamande dans toutes les matières administratives du pays mais uniquement dans les provinces flamandes. Ce sera la première fois qu’une loi divise le pays en plusieurs régions linguistiques (cette notion n'apparaîtra officiellement qu’en 1932). Elle  met de la sorte un terme à l'unilinguisme fictif qui avait jusqu’alors prévalu dans toutes les administrations du pays.
Toutefois, les citoyens néerlandophones se sont vite rendu compte que la qualité des traductions néerlandaises était consternante, voire affligeante puisque, comme l’a énoncé le député Lejeune lors d’une discussion devant la chambre en 1837 : « à chaque page on trouve la preuve que le traducteur flamand n'est pas assez au courant de la littérature flamande pour traduire un bulletin des lois qui comprend toute espèce (sic) de matières ». Ces traductions se présentaient comme un tissu de mots incohérents, réduisant les populations, notamment flamandes, à ne jamais pouvoir se former une idée lucide des lois de leur patrie. Ce sont des convictions qui ont été apportées devant la chambre des représentants, notamment par le député Lejeune, mais qui ont pris du temps à être mise en œuvre.
Depuis l'avènement du suffrage universel masculin en 1893 et les premières élections au suffrage plural le 13 mars 1895, la demande d'égalité portée par le Mouvement flamand se fait plus forte. Des voix se lèvent pour dénoncer le système dans lequel le citoyen néerlandophone « se trouve dans cette situation injuste et tyrannique d'avoir à chérir des lois qu'il ne sait ni lire ni comprendre ». La représentation politique de population néerlandophone augmente et se montre déterminée à défendre les droits linguistiques de leur communauté.
Selon les historiens Jean Stengers et Éliane Gubin, la proposition est motivée par une volonté de rapprocher les élites du peuple, de cimenter les deux communautés de la nation et de permettre aux nouveaux élus du peuple de prendre part au débat parlementaire.

### Parcours législatif
Le parcours parlementaire de ce texte législatif fut houleux. Edward Coremans, homme politique et figure du mouvement flamand, dépose une proposition de loi visant à ce que les lois soient promulguées dans les deux langues. Toutefois, les idées de Coremans iront plus loin que le prescrit de la loi de 1878. Ce qu'il propose c'est l’institution d’un État bilingue et, en ce sens, imposer à tous ses fonctionnaires la connaissance et l'emploi des deux langues. Sa conception linguistique de l’État est donc radicalement différente  de  celle  qui  a  jusque-là  été  observée. Cette proposition n'aboutira pas mais elle aura permis de souligner la nécessité de recourir à un état bilingue.
Une autre proposition plus stricte est déposée par cinq députés du parti catholique parmi lesquels figurent Julien De Vriendt et l'abbé Daens. Elle vise à ce que le dépôt, le débat, le vote, la sanction et la promulgation des lois se fassent dans les deux langues.
Sur proposition du député francophone Montpellier, une commission paritaire (Flamands-Wallons) approuva le principe de l'égalité officielle et rédigea une troisième proposition quasi identique à celle de De Vriendt, elle prit le nom des défenseurs des deux premières.
Au cours de la séance plénière, les positions des deux chambres législatives se sont scindées. La proposition de loi est tout d'abord est présentée à la Chambre le 18 novembre 1896, qui l'adopte en deux séances (92 voix pour, 3 contres et 1 abstention). En validant ce texte, celle-ci a répondu positivement aux aspirations des concitoyens néerlandophones selon lesquelles  le texte «flamand» devait avoir la même valeur légale que le texte français.
Le projet arrive devant le Sénat le 26 janvier 1897 où il fera l'objet de plus âpres discussions. Le député catholique Jules Lejeune dépose un amendement visant à limiter le bilinguisme à la seule promulgation, la version néerlandaise n'est alors qu'une traduction de ce qui a été élaboré en français. Autrement dit, le Sénat estimait qu’il était préférable de maintenir les choses telles qu’elles étaient. Ce texte est soutenu, notamment, chez les catholiques par Edouard Otlet et par les libéraux Paul Janson, Emile Dupont. L'amendement fut adopté (51 oui, 23 non et 23 abstentions).
Toutefois, la Chambre rejette la version du Sénat et maintient son projet initial (99 oui, 19 non et 4 abstentions).
De retour devant le Sénat, le projet est de nouveau sujet à des propositions d'amendement, visant notamment à instaurer également l'allemand comme troisième langue officielle. Le  débat  en  seconde  lecture  devant  la  Chambre  conduit  une minorité  de  parlementaires  à  se  rallier  à  l’opinion  du  Sénat. Ainsi la proposition sera enfin validée. Désormais, les projets du gouvernement seront présentés dans les deux langues aux chambres, tandis que les propositions seront  rédigées  dans  la  langue  de  leur  auteur  puis  traduites  par  les  services  du  Parlement  afin d'en être discutées. Pour  garantir  l’égalité  des  citoyens, un  principe interprétatif en cas de divergence entre les textes devra être fixé.
Si l'on se tourne vers les travaux parlementaires de cette loi, on remarque que ceux-ci s'étaient encore déroulés entièrement en français. Dorénavant les travaux parlementaires seraient bilingues, ainsi que les textes approuvés, «sans prééminence de l'un des textes sur l'autre». Ainsi, le texte néerlandais serait réalisé et approuvé par le législateur en même temps que le texte français et tous deux ayant force de loi.

### Réception dans l'opinion publique
L'instauration de cette loi a suscité de nombreuses réactions, positives comme négatives et ce dans plusieurs domaines. D'un point de vue législatif, la conséquence directe de cette loi est que les lois et arrêtés antérieurs à 1898 devaient être pourvues d’une version néerlandaise et ce au profit de la partie néerlandaise. En effet, les traductions publiées depuis 1831 ne pouvaient suffire. Les textes traduits en néerlandais étaient dépourvus de la force de loi tandis que la version française restait le seul texte ayant force de loi.
La loi a eu des répercussions sur les parlementaires. Chacun avait le choix d'utiliser sa langue natale lors du travail parlementaire, il y avait donc la présence des deux langues dans les projets du gouvernement tandis que les propositions des parlementaires étaient rédigées dans la langue de leur auteur et puis traduites par les services du Parlement.
L'adoption de cette loi divisa également la population. Des mouvements de pétitions furent lancés dans le camp des partisans et des opposants de la loi d'égalité.
Beaucoup de francophones du pays combattirent ce projet. La presse (Le Soir, L'Étoile belge, Le Journal de Liège, La Flandre libérale) craignait la fin de la Belgique ou une révolution en Wallonie. En effet, la  consécration  du  double  emploi  linguistique  dans  l’élaboration  de  la  loi  est pressentie comme un risque pour les élus wallons francophones qui se verraient désavantagés par rapport aux élus néerlandophones bilingues. Certains magistrats et avocats du Barreau de Bruxelles, Liège, Gand, Charleroi et Tournai pétitionnèrent également. Les arguments avancés par les opposants du projet étaient un risque de division du pays, les difficultés pratiques d'un système bilingue et l'exclusion des Wallons des institutions du fait de leur mauvaise connaissance supposée du néerlandais.
Le mouvement wallon portait deux revendications principales. Tout d'abord, la séparation administrative de la Belgique (entre la Flandre et la Wallonie) qui a été votée par le Congrès Wallon de 1912 : Jules Destrée, un célèbre socialiste faisant partie de ce mouvement, rédige une "Lettre du roi" concernant cette séparation administrative le 15 août 1912.
Le mouvement wallon s'opposait également au bilinguisme au niveau du pouvoir central et était pour un unilinguisme absolu en Wallonie. Il était cependant pour un bilinguisme en Flandre.
En Flandre, l'adoption de l'amendement Lejeune provoqua une vive réaction. Les treize sénateurs catholiques élus dans les provinces flamandes furent parfois qualifiés de "traîtres au peuple".

### Importance symbolique
La loi d'égalité est considérée comme une grande victoire du Mouvement flamand. Il faudra toutefois attendre 1967 pour qu'une disposition similaire mette sur un pied d'égalité les versions françaises et néerlandaises de la Constitution.

## Contenu

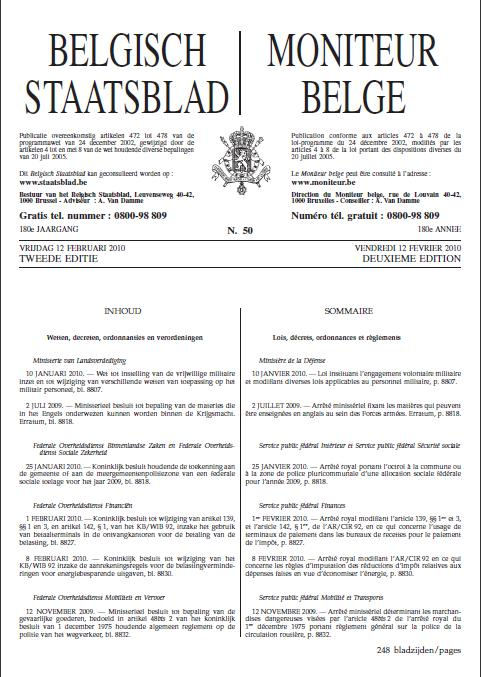
Le Moniteur belge avec les deux textes l'un en regard de l'autre

Les dispositions de la loi Coremans-De Vriendt démontrent bien l'obsession d'égalité qu'elle renferme. Les projets et les propositions de loi sont présentés en double texte. Après leur promulgation et afin de symboliser leur stricte égalité, les lois sont insérées dans le Moniteur belge avec les deux versions linguistiques de la loi publiées l'une en regard de l'autre. C'est ce qui donne au Moniteur belge l'aspect si typique de deux colonnes de texte, séparées d'un filet vertical au milieu. Les années paires, le texte néerlandais est à gauche et le texte français à droite; les années impaires, c'est l'inverse. Les contestations basées sur les divergences de texte sont résolues selon la volonté du législateur et non sur la prééminence d'un texte sur l'autre.